# Kulturinitiative Industriekinder
Die Kulturinitiative Industriekinder war eine Gruppe von Fotografen, die sich in ihren Arbeiten der Architektur und der Stadtgeschichte des Ruhrgebiets und insbesondere der Stadt Gelsenkirchen widmete. Die Gruppe bestand aus Nicole Montpellier, Roland Küpper, Ullrich Tyrichter, Julius Erbslöh und Uwe Eschstruth und wurde 2003 gegründet.
Die „Industriekinder“ hatten das Bestreben die Geschichte von Stadt und Region sichtbar und begreifbar zu machen. Die Mitglieder bewegen sich mit offenen Augen durch das Ruhrgebiet auf der Suche nach Spuren der Vergangenheit und besonderen Perspektiven.

## Ausstellungen
- 2003 Industriekultur – Zechen, Stahlwerke, Montanindustrie
- 2004 Backsteinblues – Backsteinexpressionismus in Gelsenkirchen

Die Ausstellung zeigte Fotografien von Gelsenkirchener Gebäuden, die dem Backsteinexpressionismus zuzurechnen sind.
- 2005 Pforten zur Unterwelt – Zeichen aus der Montanzeit

Die Ausstellung zeigte Fotografien von Gully- und Kanaldeckeln aus Gelsenkirchen, Dokumente und Objekte zum Thema Industrie- und Stadtgeschichte sowie weiteres Anschauungsmaterial.
- 2006 Bauen im Kohlerausch – Fassaden, Innendekoration und Häuserschmuck

Ein Blick auf Architektur und Fassadengestaltung im Ruhrgebiet zwischen 1900 und 1930, als die Kohle ins Revier kam.
- 2007 Brache sucht Zukunft – Die Brache Graf Bismarck in Gelsenkirchen

Eine Ausstellung über Vergangenheit und Zukunft der ehemaligen Zechen- und Hafengeländes Graf Bismarck.
- 2008 Metropole GE – Über die Gelsenkirchener Innenstadt
- 2011 Heißes Eisen – Über Eisen- und Schmiedekunst

## Links
- Die Kulturinitiative Industriekinder auf www.gelsenkirchener-geschichten.de
- „Die Industriekinder wurden erwachsen“, Hans-Jörg Loskill, WAZ, 9. Juli 2008
- Eindrücke von der Vernissage der Ausstellung „Heißes Eisen“, 2011, Youtube